# ستيفانيا فيتالياني
ستيفانيا فيتالياني (من مواليد 16 يوليو 1975) هو لاعبة كرة لينة إيطالية شاركت في دورة الألعاب الأولمبية الصيفية لعام 2004. 